# Военный бюджет Дании
Военный бюджет Дании — это совокупность расходов государственного бюджета королевства Дании, предназначенных для содержания и обеспечения вооружённых сил Дании.

## История

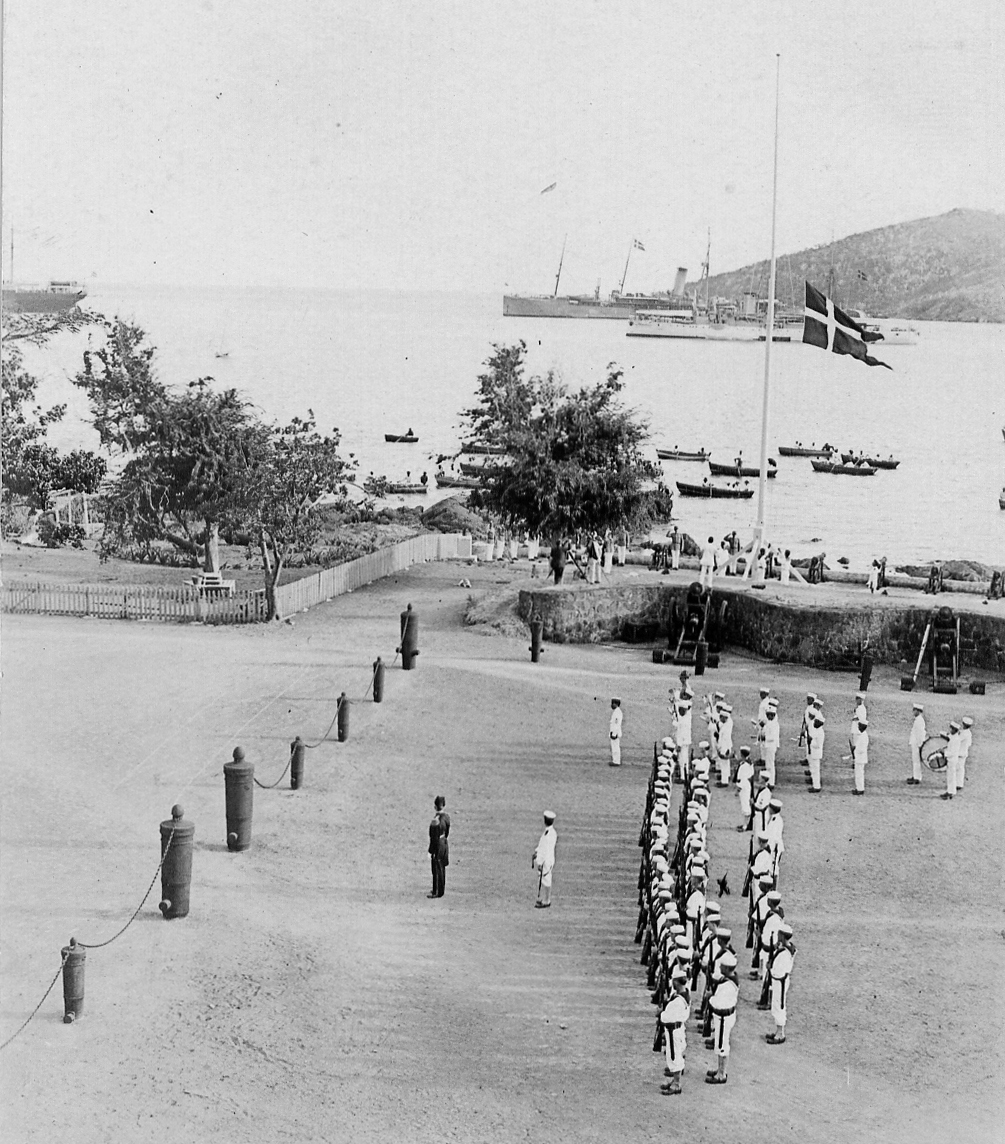
спуск государственного флага Дании на острове Санта-Крус во время завершения передачи Датской Вест-Индии США, 31 марта 1917 г.

Во время Северной войны 1700-1721 гг. Дания в 1714-1717 гг. выпускала специальные военные деньги - монеты курантдукат со сниженным содержанием золота (реальная стоимость которых была меньше номинальной).
Вынужденное участие в наполеоновских войнах на стороне Франции окончилось для Дании военным поражением, территориальными потерями (при расторжении в 1814 году датско-норвежской унии) и значительным расстройством экономики.
В 1848—1850 гг. Дания и Пруссия вели «трёхлетнюю войну» за обладание герцогствами Шлезвиг и Гольштейн, связанными личной унией с Датским королевством. Война завершилась победой Дании, однако по результатам войны 1864 года Дания лишилась Шлезвига, Гольштейна и Лауэнбурга.
После начала первой мировой войны Дания объявила о нейтралитете и не принимала участия в боевых действиях, но провела мобилизацию резервистов и начала строительство укреплений на границе. После объявления Германией «неограниченной подводной войны» в феврале 1915 года опасность для судоходства и колониальных владений в ставшем зоной боевых действий Атлантическом океане увеличилась, что вызвало беспокойство у правительства Дании. В сентябре 1915 года бронепалубный крейсер «Валькириен» военно-морского флота Дании был направлен в Датскую Вест-Индию.
17 января 1917 года Дания продала Соединённым Штатам Америки свои владения в составе Малых Антильских островов за 25 миллионов долларов (находившееся на этих островах военное подразделение, чиновники и имущество Дании были вывезены в метрополию к 31 марта 1917 года). Острова стали территорией США.
После начала Второй мировой войны Дания также объявила о нейтралитете, но 9 апреля 1940 года была оккупирована немецкими войсками в ходе Датско-Норвежской операции. 5 мая 1945 года немецкие войска в Дании капитулировали.
4 апреля 1949 года Дания вступила в военно-политический блок НАТО, после чего военные расходы страны были увеличены, началось военное строительство, с этого времени военные расходы страны координируются с другими странами НАТО. Кроме того, Дания обязана осуществлять тыловое обеспечение войск НАТО на территории страны «в мирное и военное время, кризисный период, а также в условиях чрезвычайных ситуаций».
В 1950 году между Данией и США было подписано соглашение о военной помощи.
- после этого, Дания участвовала в финансировании расходов по созданию и производству управляемой ракеты «воздух—воздух» AIM-9 Sidewinder[5].

В 1962—1963 гг. военные расходы страны составили 1,5 млрд датских крон.
В 1960е-1970е годы совместными усилиями военной промышленности стран НАТО была создана (и в начале 1974 года - введена в эксплуатацию) автоматизированная система ПВО "Нейдж" общей стоимостью 308 млн. долларов США (в финансировании которой участвовала Дания - оплатившая 2,78% расходов).
В 1971—1972 гг. военные расходы Дании составили 3 млрд крон. Топливно-энергетический кризис 1973 года осложнил положение в экономике Дании - в результате, в 1975 году военные расходы увеличились до 161 долларов США на душу населения (по этому показателю Дания вышла на восьмое место из 14 стран НАТО).
В июне 1975 года США, Бельгией, Голландией, Данией и Норвегией было подписано соглашение о совместном производстве истребителей F-16 (ставшее крупнейшей программой военно-промышленного сотрудничества США и западноевропейских стран НАТО), в соответствии с которым Дания приняла на себя обязательства принять на вооружение ВВС 58 американских F-16 (общей стоимостью 361,6 млн. долларов), а датские компании получили контракты на изготовление компонентов и участие в сборочном производстве F-16 (датская компания "Данск индустри синдикат" получила контракт на участие в сборочном производстве двигателей фирмы "Pratt & Whitney" стоимостью 38 млн. долларов, а датская компания "Неа Линдберг" - контракт на выпуск радиолокационных систем отображения информации).
В 1976 году военные расходы были увеличены на 16,3% по сравнению с 1975 годом - до 5,6 млрд. крон. Были увеличены расходы на закупку военной техники (с 560 млн. крон до 650 млн. крон), на боевую подготовку и содержание личного состава, на проведение НИОКР и на военное строительство.
По изначально утверждённому плану на 1980 год военные расходы Дании должны были быть увеличены (до уровня в 258 долларов США на душу населения), однако в 1980 году шесть стран НАТО (в том числе, Дания) отказались выполнять ранее принятые обязательства по увеличению военных расходов в 1980 году на 3% с учётом поправки на инфляцию. Тем не менее, уже в следующем финансовом году военные расходы Дании были вновь увеличены.
В июне 1984 года между парламентскими партиями Дании было достигнуто соглашение по военным вопросам, в соответствии с которым общий объем ежегодных военных расходов в 1985-1987 гг. останется примерно на уровне 1985 года и значительных изменений в боевом составе вооружённых сил страны не произойдёт (но срок службы рядового состава технических специальностей в сухопутных войсках в 1985 году был увеличен на три месяца).
В 1990-е годы имело место некоторое снижение военных расходов, однако после терактов 11 сентября 2001 года по требованию США военные расходы всех стран НАТО (в том числе, Дании) были вновь увеличены.
С января 2002 до июня 2021 года Дания принимала участие в войне в Афганистане, с апреля 2003 по 21 декабря 2007 года принимала участие в войне в Ираке. Кроме того, военнослужащие Дании были отправлены в состав сил KFOR (что привело к расходованию средств военного бюджета страны). Также, в 2002—2003 гг. началось формирование сил первоочередного задействования НАТО (в состав которых Дания выделила 100 военнослужащих и вертолёт).
После начала весной 2014 года боевых действий на востоке Украины, в период с 9 по 20 июня 2014 года на территории и в воздушном пространстве прибалтийских стран (Латвии, Литвы и Эстонии) прошли крупномасштабные учения объединённых вооруженных сил НАТО «Saber strike-2014», в которых участвовали войска Дании: батальон постоянной готовности, а также подразделения мотопехотной дивизии и авиатехника из состава двух эскадрилий ВВС (1100 человек, 4 тактических истребителя F-16A, 4 танка «Leopard 2A5», бронетранспортёры «Пирана» и М113, бронированные автомобили «Дуро» и другая техника).
В сентябре 2014 года на саммите НАТО в Уэльсе было принято решение о увеличении военных расходов всех стран НАТО до 2 % ВВП. Так как и в 2019 году большинством стран НАТО (в том числе, Данией) этот показатель не был достигнут, в выступлении генерального секретаря НАТО Й. Столтенберга на пресс-конференции в Лондоне 4 декабря 2019 года были озвучены уточнённые показатели — «к 2024 году мы ожидаем, что как минимум 15 членов будут тратить 2 % ВВП или больше на оборонные нужды».
Начавшаяся в 2020 году эпидемия коронавируса COVID-19 вызвала экономический кризис в странах Евросоюза и привела к сокращению военных расходов. Решение о увеличении военных расходов страны до 2 % ВВП в 2020 году осталось не выполненным, однако в связи с ростом военных расходов в 2015—2020 гг., в 2020 году Дания впервые заняла 16-е место среди стран НАТО по суммарным затратам на научно-исследовательские и опытно-конструкторские работы, а также на приобретение вооружения и военной техники. Наращивание военных расходов привело к росту доли военных расходов на душу населения (до 793 долларов США на человека).
Дания принимала участие в операции ООН в Мали, но в январе 2022 года власти Мали заставили датский контингент MINUSMA (90 военнослужащих спецназа) покинуть страну.
В 2022 году Дания начала оказание военной помощи Украине. 26 февраля 2022 из складских запасов вооружённых сил Дании была направлена партия снаряжения для вооружённых сил Украины (2000 бронежилетов TYR и 700 медицинских аптечек IFAK), 28 февраля 2022 были отправлены 2,7 тыс. одноразовых противотанковых гранатомётов M72 LAW.
После саммита НАТО в Брюсселе 24 марта 2022 года премьер-министр Дании М. Фредериксен объявила о намерении «значительно увеличить военный бюджет страны и постепенно достичь уровня 2 % ВВП к 2033 году».
22 июня 2025 года перед началом саммита НАТО в Гааге (22-25 июня 2025) было объявлено о предварительной договорённости повысить минимальный уровень военных расходов для всех стран НАТО до 5% ВВП к 2035 году.

## Динамика военных расходов
- 1949 год — 360 млн датских крон[20]
- 1950 год — 350 млн датских крон[2]
- 1953 год — почти 900 млн датских крон[2]
- 1970 год — 2757 млн датских крон[20]
- 1974 год - 644 млн. долларов США[21]
- 1976 год - 5,63 млрд. датских крон[7][20]
- 1977 год — 6,17 млрд. датских крон[20]
- 1980 год — 9,061 млрд. датских крон[9]
- 1981 год — 9,2 млрд. датских крон[9]
- 2003 год — 2,6 млрд. долларов[22]
- 2004 год — 2,9 млрд долларов[23]
- 2015 год — 3,364 млрд долларов[3]
- 2016 год — 3,593 млрд долларов[3]
- 2017 год — 3,780 млрд долларов[3]
- 2018 год — 4,559 млрд долларов[3]
- 2019 год — 4,760 млрд долларов[3]
- 2020 год — 4,718 млрд долларов[14]
- 2021 год — 5,522. млрд. долларов[24]

## Иностранная военная помощь
Средства государственного бюджета Дании не являются единственным источником финансирования вооружённых сил Дании.
Дополнительным источником является военная помощь от иностранных государств. По официальным данным правительства США, только в период с 1949/1950 финансового года до 1972/1973 финансового года Дания получила от США вооружение и боевую технику на сумму 122 млн. долларов США.